# 貴婦人Aの蘇生
『貴婦人Aの蘇生』（きふじんエーのそせい）は、日本の小説家小川洋子による小説である。
『小説トリッパー』1999年夏季号から2001年夏季号までに連載された。単行本は、2002年1月11日に朝日新聞出版より刊行された。単行本の装幀は、坂川事務所による。単行本の装画は、都築まゆ美による。文庫版は、2005年12月7日に朝日文庫より刊行された。
国文学研究者の倉田容子は、著書『語る老女 語られる老女 日本近現代文学にみる女の老い』収録の論文「ファンタジーとしての〈老い〉――小川洋子『貴婦人Ａの蘇生』と梨木香歩『西の魔女が死んだ』」の中で、『貴婦人Aの蘇生』が『西の魔女が死んだ』と非常によく似たプロットをもっていることを指摘している。

## あらすじ
ある日、動物の剥製を収集する趣味をもっていた伯父が、ホッキョクグマの剥製に頭部を突っ込んだ状態で絶命しているのが発見される。伯母は、アルファベットの “A” の文字とその周囲を蔓バラが飾っているデザインの刺繍を毎晩、動物の剥製に施し続けていた。〈私〉のボーイフレンドのニコは、強迫性障害を患っており、建物の前で決まった儀式を行わなければ、中へ入ることができないでいた。ある日、表向きはフリーライターで、裏稼業で剥製・毛皮の仲買いをしているという男性、オハラが伯母を訪ねてやってくる。やがて、伯母は、自分がロマノフ朝の最後の皇女アナスタシアである、と語り始める。

## 主な登場人物
ユーリ
〈私〉の伯母。
ニコ
〈私〉のボーイフレンド。
オハラ
フリーライター。

## 書評
ライターの池田千波留は、「世にも奇妙なシチュエーションが出てくるんですけど、それが小川洋子の筆にかかると全然奇妙じゃなく、『そういうこともあるよね』と思わせられるんです」と評価している。本の雑誌社によるサイト「WEB本の雑誌」には、「薄暗くてドロドロしているエピソードがたくさんあるのに、その文章はまるで温度がなくそれでいて時々ピカリとライトがあたったように輝きだします」「どこにでもありそうでいて、実はどこにもない幻想的な世界なのに、いかにも幻想小説という体裁を取っていないところがスゴイ」とする書評が掲載されている。